# 猛鬼屋 (1963年電影)
《猛鬼屋》（英語：The Haunting）是一部1963年的英国超自然恐怖電影，由罗伯特·怀斯执导及制作，改编自雪莉·杰克逊1959年的小说《鬼入侵》，剧本由纳尔逊·吉丁创作。影片主演有朱莉·哈里斯、克莱尔·布鲁姆、理查德·约翰逊和拉斯·坦布林。影片讲述了一群被超常現象调查员邀请，前往一座传闻中的鬼屋进行探险的小团队的经历。
编剧吉丁此前曾与导演怀斯在1958年的电影《我要活下去》中合作。在怀斯将小说交给吉丁阅读后，他花了六个月时间创作剧本。吉丁认为小说更倾向于讲述精神崩溃而非鬼，但在与作者雪莉·杰克逊会面后，得知小说实为一部超自然作品。尽管如此，影片中还是引入了精神崩溃的元素。影片在英国伦敦附近的MGM英国工作室拍摄，预算为105万美元。外景和庭院部分则在華威郡埃廷顿的埃廷顿公园（现为埃廷顿公园酒店）取景。怀斯选定朱莉·哈里斯饰演心理脆弱的埃莉诺，後來她在拍摄期间患上抑郁症，与其他演员关系紧张。影片的室内场景由埃利奥特·斯科特设计，怀斯称其在影片制作中至关重要。这些场景明亮且没有阴暗角落，所有房间都设有天花板，以营造一种幽闭恐惧的效果。拍摄中使用了大量设备和技巧，怀斯采用了30mm歪像广角镜全景电影摄影机，这款设备尚未完全成熟，导致画面出现变形。他被要求签署一份备忘录，認可镜头有缺陷后才能使用。怀斯和摄影师戴维斯·博尔顿设计了许多动态镜头，包括低角度拍摄、不寻常的平移和推軌鏡頭。
影片于1963年9月18日上映。2010年，《衛報》将其评为有史以来第13佳恐怖片。导演马丁·斯科塞斯将《猛鬼屋》列为他心目中最恐怖的11部恐怖片之首。2003年，影片以原始画幅格式与评论音轨一起发行DVD；2013年10月15日发行藍光光碟。1999年，导演扬·德邦特翻拍了该片，主演有連恩·尼遜、莉莉·泰勒、凯瑟琳·泽塔-琼斯和歐文·威爾森，但翻拍版本普遍受到批评。

## 剧情
约翰·马克韦博士讲述了拥有90年历史的山中鬼屋的故事。这座位于麻薩諸塞州的房子由休·克兰为其妻子建造，但她在首次前往房子的途中，马车撞上大树身亡。克兰再婚，但第二任妻子也在房子内从楼梯上摔下而亡。克兰的女儿阿比盖尔在这座房子里度过了余生，从未搬离她的育儿室。她在呼唤护理陪伴者时去世，而护理者继承了房子，却在图书馆的螺旋楼梯上上吊自殺。鬼屋随后被护理者的远亲桑内森夫人继承，但房子已经空置了许久。
马克韦博士希望研究鬼屋中报告的超自然现象，邀请人们参与调查。桑内森夫人要求其继承人卢克·桑内森加入。最终，只有两人接受邀请——具有通灵能力的西奥多拉和在童年经历过騷靈現象的埃莉诺。埃莉诺的成人生活在照顾长期病弱的母亲中度过，母亲的去世让她心怀深深的负罪感。

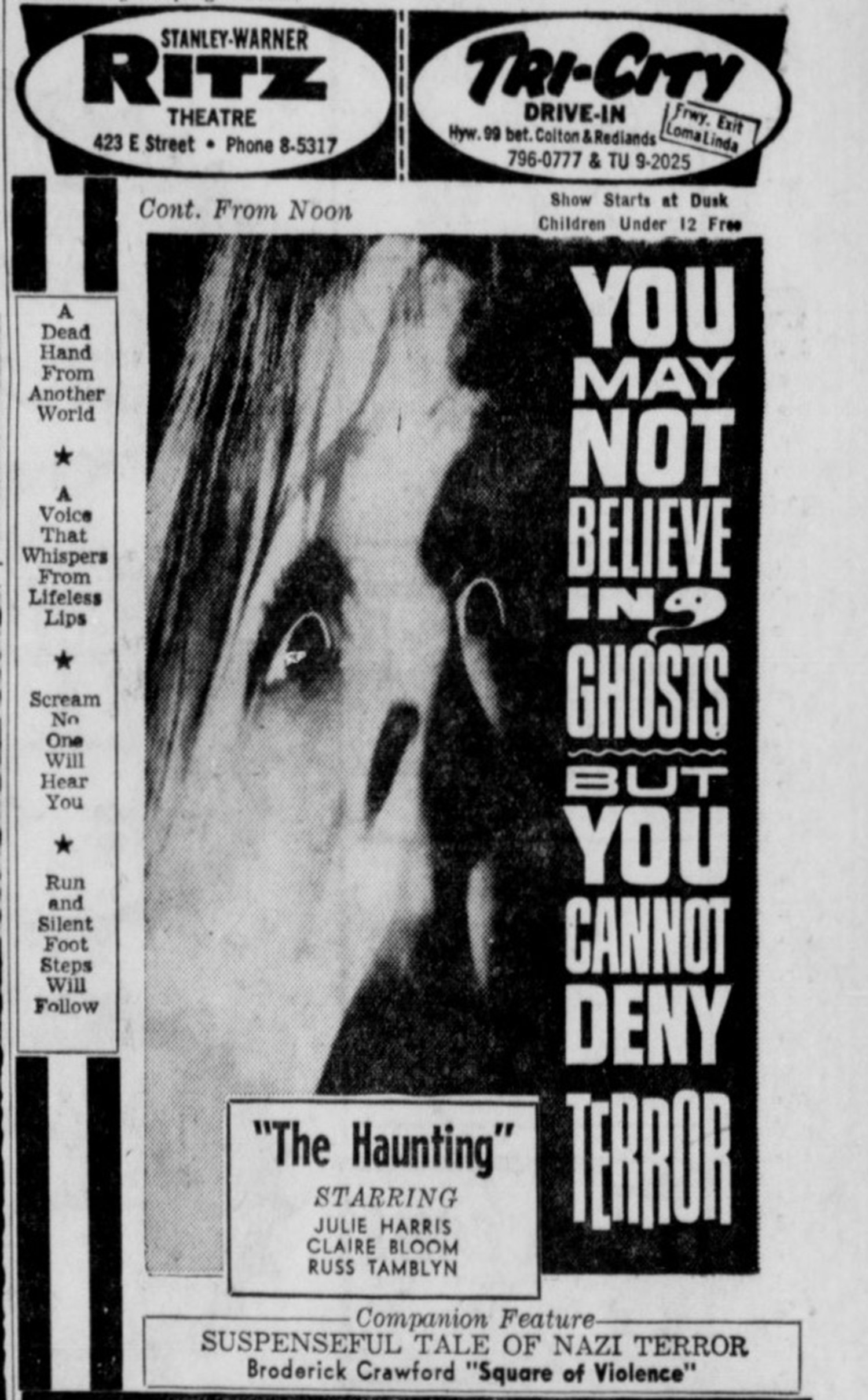
1963年广告

调查小组发现，这座宅邸的墙壁以偏斜的角度建造，导致房间产生视觉上的错位，门会自行打开和关闭。首夜，埃莉诺和西奥被敲击门的声音和威胁性的笑声吓坏，而卢克和博士却声称房子对他们来说完全安静。第二天早晨，墙上发现了“帮埃莉诺回家”的字迹，让埃莉诺非常不安。小组随后探索了整座房子，发现了一座巨大的大理石复合雕像，据称是聖方濟各治愈麻风病人的场景。雕像似乎映射了曾居住在此地的人物（如休·克兰、阿比盖尔和护理陪伴者），同时也影射了马克韦博士、卢克、西奥和埃莉诺。
医生、卢克和西奥探索了有着危险螺旋楼梯的图书馆，而埃莉诺却因严重的不适而无法进入。她俯身倚在阳台上观察图书馆的塔楼，感到头晕，幸好被马克韦抓住。马克韦猜测她可能需要回家，但埃莉诺坚决反对。随后，马克韦博士在育儿室外发现了一片温度奇低的冷点。经历了这些异常现象，埃莉诺却感到自己与山中鬼屋之间有种奇异的归属感。
当晚，在马克韦的坚持下，西奥搬到埃莉诺的房间，两人将双人床推到一起后入睡。半夜，埃莉诺被一个男人的说话声和一个女人的笑声惊醒。她恐惧地请求西奥握住她的手。当她听到一个女孩的哭声时，忍不住大叫起来。西奥醒来后发现埃莉诺已经从床上移到了沙发上，而埃莉诺则意识到刚刚握住的根本不是西奥的手。
次日，西奥质问埃莉诺对马克韦博士的感情，而埃莉诺愤怒地回击，指责西奥“不自然”，这既可能暗指西奥的通灵能力能够了解她的内心，也可能暗示西奥对她的吸引力。马克韦博士持怀疑态度的妻子格蕾丝来到鬼屋，决定加入调查团队，让对马克韦产生感情但并不知道他已婚的埃莉诺极为困惑。格蕾丝坚持住在育儿室，哪怕丈夫警告那里可能是闹鬼现象的中心。当晚，在客厅中，小组成员听到了猛烈的敲击声，以及某种看不见的入侵者试图闯入房间，导致门板向内凸起。这种声音随后移向育儿室，传出破坏性的响声。格蕾丝失踪了，而埃莉诺的精神状态进一步恶化。她进入图书馆，攀爬螺旋楼梯，马克韦跟在后面试图劝她下来。在楼梯顶端，埃莉诺差点坠落，好在最终被马克韦救下。当他们开始下楼时，埃莉诺突然透过天窗看到格蕾丝的脸，惊吓之下晕了过去。
马克韦对埃莉诺对山中鬼屋的迷恋感到担忧。他坚持要求埃莉诺离开，但埃莉诺恳求留下。埃莉诺开车驶向前门，但方向盘突然开始自行转动，她顺从了这股无形的力量。一个女性身影突然出现在车前，导致埃莉诺撞上了一棵树并当场死亡。马克韦和其他人赶到现场，发现那身影是格蕾丝。她表示，房子故意让她迷路。她本试图找到回来的路，却被困在阁楼里，而埃莉诺看到了她。格蕾丝也不清楚自己最终是如何走出房子的，以及为何出现在埃莉诺车前。卢克认为埃莉诺是故意将车开向那棵树，但马克韦坚称车内还有其他东西。他提到这棵树正是当初克兰夫人丧命的那棵。西奥评论说，埃莉诺得到了她想要的——永远留在鬼屋。卢克被之前嗤之以鼻的超自然现象彻底震撼，他说道：“这座房子应该被烧掉，土地撒上盐。”